# Battaglia di Hitadori
Dopo la morte del padre di Date Masamune, Date Terumune, per mano di Hatakeyama Yoshitsugu, Masamune meditò vendetta. Dopo esser succeduto al padre nella guida del clan Date, Masamune iniziò effettivamente la sua vendetta lanciando un attacco contro gli Hatakeyama a Hitotoribashi nell'ottobre 1585. Nonostante l'inferiorità delle forze in campo (Date: 7 000; Hatakeyama ed alleati: 30 000), l'alleanza a supporto degli Hatakeyama si divise dopo aver battuto Masamune, che si era ritirato nel castello di Motomiya.

## Antefatti
Dopo che il padre di Masamune fu rapito ed ucciso nei pressi del fiume Abukuma, una guerra generale continuò tra i Date ed i suoi nemici storici del clan Hatakeyama. Gli Hatakeyama si allearono con i clan Satake, Sōma ed Ashina. L'alleanza marciò con i suoi 30 000 soldati verso il castello di Motomiya. Masamune con soli 7 000 soldati preparò una difesa strategica tramite dei forti sulla strada per il castello.

## Battaglia
La sorte della battaglia non andò bene per i Date. Tre dei suoi forti vennero conquistati, ed uno dei suoi migliori comandanti, Moniwa Yoshinao, fu ucciso in battaglia. Gli alleati continuarono a pressare i Date in direzione del fiume Seto. Gli uomini di Masamune provarono a ricacciarli indietro ma furono respinti. I Date raccolsero le forze residue per una ultima resistenza. Ma la mattina seguente, con lo stupore dei Date, l'esercito principale degli alleati si allontanò. Questi erano gli uomini di Satake Yoshishige. In sua assenza il clan Satomi aveva attaccato le sue terre nella provincia di Hitachi.
Gli alleati rimasti pensarono che non avrebbero potuto conquistare Motomiya e si ritirarono.